# Casa Rosada
Casa Rosada (ordagrant Rosa Huset, formellt Palacio de Gobierno) är det officiella residenset för Argentinas president.

## Historik
Casa Rosada (rosa huset) ligger vid Plaza de Mayo i Buenos Aires. Platsen har sedan 1500-talet varit en central plats för de styrande i landet. Byggnaden är sammansatt av två tidigare byggnader. Det ena, ritat av den svenske arkitekten Carl August Kihlberg, var ett postkontor som man började bygga 1873 och som stod klart 1878. Den andra byggnaden är ritad av den svenske arkitekten Henrik Åberg och var från början parlamentsbyggnad. Uppförandet av dessa byggnader gjorde att det mesta av det ursprungliga fortet revs och byggdes över. Endast enstaka delar av muren och några portöppningar finns kvar.
År 1894, under ledning av den dåvarande presidenten Luis Sáenz Peña, påbörjades projektet att sammanlänka de två byggnaderna, i ledning av den italienske arkitekten Francisco Tamburini. När Domingo Faustino Sarmiento var president ville han försköna maktsätet. Han anlade trädgårdar och ligger bakom fasadernas karaktäristiska rosa färg.
Eva Perón avled i palatset den 26 juli 1952. Det var också från balkongen på Casa Rosada som paret Perón mötte folket.
Det finns ett museum på området.